# NRJ Hits TV
 (septembre 2016).
Si vous disposez d'ouvrages ou d'articles de référence ou si vous connaissez des sites web de qualité traitant du thème abordé ici, merci de compléter l'article en donnant les références utiles à sa vérifiabilité et en les liant à la section « Notes et références ».
NRJ Hits TV est une chaîne de télévision musicale belge privée à caractère commercial de NRJ Belgique. Elle cesse d'émettre le 1er avril 2021.

## Histoire
NRJ Belgique a mis en ligne en août 2014 sa propre web TV diffusant des vidéoclips non-stops ainsi que des programmes événementiels tel que le NRJ In The Park en direct de Charleroi et des interviews d'artistes belges.
NRJ Hits TV est la seule chaîne de télévision musicale qui a été créée à partir d’une expertise radio, tout en privilégiant une approche télévisuelle. 
NRJ Hits TV est disponible sur SFR depuis le 29 août 2016, le 20 septembre sur VOO et Orange, et le 26 septembre sur Proximus. Elle est disponible sur le réseau Télénet depuis le mois d’octobre 2019.
La chaîne reprend le même habillage antenne que NRJ Hits en France.
La chaîne cesse d'émettre le 1er avril 2021. Afin de compenser et de conserver un contenu vidéo à destination de son jeune public (12-34 ans), le groupe NRJ parle d’un nouveau replay vidéo et radio sur son site internet.

## Identité visuelle (logo)

Logo de NRJ Hits TV de 2016 à 2018
Logo de NRJ Hits TV d'avril 2018 au 1er avril 2021

## Programmes
NRJ Hits TV diffuse 24h/7j les clips non-stops des artistes français, belge et internationaux.
La chaîne s’appuie sur 3 fondamentaux : 
- 100 % de musique : une promesse forte avec une programmation exclusivement musicale et propre à la chaîne. Il ne s’agit pas de la playlist de la radio NRJ. Les enchaînements audio des clips sont mixés pour assurer aux téléspectateurs la meilleure expérience d’écoute ;
- 100 % Hits : une programmation construite intégralement sur des hits et sur une large majorité de titres récents[Information douteuse] ;
- Les plus grands événements musicaux : des concerts inédits et des soirées consacrées aux plus grandes stars NRJ.

La chaîne reprend le même concept au niveau programmation que sa grande sœur française NRJ Hits.
Elle proposera des concerts : I Am world Tour de Beyoncé, Monster ball tour de Lady Gaga, Live from Paris de Shakira, Funhouse tour de Pink, Les Folies - Aphrodite's Tour de Kylie Minogue, Femme Fatale Tour de Britney Spears, etc.

### Programmes événementiels
NRJ Hits a proposé les retransmissions en direct des NRJ Music Tour proposé par la radio NRJ. Ce sont des diffusions événementielles.

## Audiences
Source : Centre d'Information sur les Médias.

### Top 9 des programmes les plus regardés par année
| 2019 | 2019           | 2019       | 2019                      | 2019           |
|      | Programme      | Date       | Nombre de téléspectateurs | Part de marché |
| ---- | -------------- | ---------- | ------------------------- | -------------- |
| 1    | Hit Music Only | 24/12/2019 | 23 100                    | 2,6 %          |
| 2    | Hit NRJ        | 05/10/2019 | 14 000                    | 1,5 %          |
| 3    | Frenchits      | 06/04/2019 | 12 200                    | 2,2 %          |
| 4    | Clip List      | 24/12/2019 | 11 800                    | 1,3 %          |
| 5    | Teen Pop       | 11/04/2019 | 10 900                    | 2 %            |
| 6    | Hit des Clubs  | 24/05/2019 | 10 600                    | 1,1 %          |
| 7    | Extravadance   | 23/11/2019 | 8 400                     | 0,7 %          |
| 8    | EuroHot 30     | 26/07/2019 | 8 000                     | 0,8 %          |
| 9    | Morning Hits   | 08/09/2019 | 5 700                     | 3,3 %          |

Tous les téléspectateurs de 4 ans et plus, plus d'éventuels invités. Durée des programmes supérieure à 15 minutes.